# Vánočka
Vánočka je druh sladkého pečiva z kynutého těsta, který se těší velké oblibě na českém, moravském a slezském území, ale i na Slovensku (vianočka), v  Rakousku a Německu, kde je tradičním vánočním pečivem štóla. Vzhledem k tomu, že po více než dvanáct století patřily oblasti východních a jižních Alp, Podunají a kolem říčních toků Labe a Sály k nejdůležitějším územím jazykových a kulturních kontaktů germánských a slovanských národů, prošlo také pečení vánočky, ostatně jako celá česká kuchyně, dlouhým historickým vývojem.
Neodmyslitelnou součástí štědrovečerní večeře se vánočka, tehdy „calta“ nebo „húska“, stala už ve středověku. V mnohonárodnostním habsburském soustátí se „wánočka“ či „štědrowka“ pojila mimo nepřeberného množství pranostik též s obdarováváním chudých a koledou. Dochované názvy se liší v závislosti na místní tradici. Oproti výrazu calta, který se dochoval v celé řadě hovorových podob (calda, calatka, caletka, caltička, calenka, celetka, caltlík, calapanda, calapina i calapatina) a housce, jejíž význam se postupně přesunul ke každodennímu pečivu, se vánočka (pletená i nepletená) stala synonymem Vánoc.
Na území České republiky se běžně užívá výraz vánočka, v Čechách taktéž houska, na Kladsku húsce, v jižních Čechách a na Domažlicku se setkáme s výrazem calta, v západní části severovýchodních Čech a na Třebíčsku se štědrovnicí (též štědrovkou). Na Litomyšlsku se nachází enkláva s výrazem pletenice, jejíž slovotvorné varianty lze najít i na Moravě. Ve Slezsku a na Moravě se často objevuje výraz štrucle, štrycle a trucle, ve městech převládá výraz vánočka. V německojazyčných státech jsou užívány názvy: „Weihnachtsstriezel“, „Prager Striezel“ (též Striezel, Striezeln) či „böhmischer Weihnachtsstriezel“. Celoročním prodejem ztratila vánočka na výlučnosti vánočního pečiva.

## Název
Vánočce předcházel chléb nebo zvláštní bochníček pečený jen o Vánocích. Už ve 13. století se k prvním pekařským cechům řadili nejen pekaři, kteří zpracovávali vlastní suroviny a hotové pečivo prodávali na trhu, ale také tzv. Husbecker („hûsbäcken“) Husbrotbecker, Hussfürer, Husbecker, Wissbrotbecker, Hausbäcker, kteří pekli zákazníkům z dodaného těsta ve veřejných pekárnách (popřípadě pecích → Bachofen, Backofen) tzv. «Husbrot» (hûsbrod, Hussgut, Hussbrod). Z pšeničné mouky se pekly chleby / Brote (panes tritici), klíny se špičatými konci / Keile mit spitzen Enden (cunei) a malé i velké housky / Semmel (simellae), k Vánocům (i k Velikonocům) pak speciální „Husbrot“ z jemné bílé mouky. Ze 14. a 15. století známe vánoční „húsce“ a „calty“ také na území Čech, Moravy a Slezska, v cechovních předpisech z 15. a 16. století „húsce štrajchované“, v 18. a 19. stol. housky, obdlouhlé calty, štrycle, štědrovky, štědrovnice, sčedraky, žemle, ceplíky, spletáky, pletenice, Weihnachtsstriezel, Christabendkuchen (Boleslavsko), Weihnachtskuchen (Zbiroh). Richard Jeřábek uvádí (Lidová kultura: národopisná encyklopedie Čech, Moravy a Slezska), že vánočnímu pečivu označovaném jako vánočka, „se ještě počátkem 20. stol. říkalo a někde dosud říká houska, štědrovka, štědrovnice, štědrák, pletenice, štricla, štola, calta, křehtík a že šlo jednak o pečivo typu pletýnky, jednak o pečivo nepletené, podlouhlé i kulaté, plněnou buchtu, koláč a že prvořadou rolí vánočky byla její funkce a zvyky s ním spojené.“ Na Slovensku se peče vianočná baba, calta či „vianočka“ (vánočka).
K calte neskôr pribudli makové a orechové záviny, ktoré tu volajú štricle. Na vianočnom stole nemôže chýbať vianočka alebo bábovka, ktorú v Lednici robia z kysnutého cesta. Kto mal formu, piekol vianočku v nej, šikovnejšie kuchárky však vedeli vianočku zapliesť a upiekli ju na plechu. Do cesta pridávali aj postrúhaný uvarený zemiak a miesili ho ručne aj pol hodiny, aby sa prevzdušnilo a vianočka bola mimoriadne dobrá, nadýchaná.
Milan Kráľ, Pravda 24.12.2015

### Vývoj historicky-lingvistický
Německá kolonizace, vrcholící na českém a moravském území ve 14. století, přinášela do odborné terminologie významný migrační prvek. Na calty, housky nebo vánočky upomínají například středověká osobní jména: r. 1355 je zmíněn Marsikoni dicto Huscze (Maršík zvaný Houska), r. 1358 Martino dicto Huscze de Piscupitcz (Martin zvaný Houska z Biskupic), r. 1487 kněz Jan Húska z Uherského Brodu (překlad Piccolomini: Historia Bohemica). Kniha počtů královského města Loun z 15. století upomíná na tvar osobního jména „Janek Wanoczka“ (cz = c i č). V roce 1377 pečetil v hornorakouském Freistadtu měšťan Jacobi Magerlini při obdarování kostela sv. Kateřiny pečetí s dvěma vzpřímenými do sebe zapletenými caltami. Caltu měli v erbu ve štítě i na zdobné helmici též Caltové z Kamenné hory (Czalta von Steinberg). Při vjezdu císaře Ferdinanda I. do Prahy zdobila červenou korouhev cechu pekařského „calta bílá a preslice“.
K pečivu „calta“ se váže též pojmenování pražské ulice Celetná. Ve 14. století se můžeme setkat s názvem Caletná, Celetná či německy czaltnergassen (též Zeltnerstraße v Norimberku). První záznam o caltě (czalta) a húsce (huscze) najdeme již v Klaretově slovníku (Glosáři) z druhé poloviny 14. století, který uvádí vedle latinského významu staročeský ekvivalent: simila=huscze, cunea=czalta, crustula=preczlik, přičemž latinský výraz simila znamenal pečivo z jemné bílé pšeničné mouky (ve staré horní němčině simelo, semmalo, simäla → Semmel). Caltu převzala staročeština ze středohornoněmeckého „zëlte“ (ahd. zelto; mhd. zelte, zëlte; nhd. Lebzelten), které se v bavorském nářečí změnilo na «dsalta, tsalta».
Vánoční chléb od námezdných pekařů (Hausbäcker) zmiňují jako dárek nebo poplatek středověké listiny z Basileje nebo kláštera ze Zurzachu („besonders an Wienächt ein Husbrot“, „wienächtbrot“). O „vánoční caltě“ se dozvídáme např. ze smlouvy o prodeji mlýna v Bražci u Náchoda z roku 1432, ve které se nový mlynář zavazuje, že bude dodávat „k vanociem caltu za groš aneb bielého chleba za groš“. Po korunovaci Jiřího z Poděbrad stála „húsce chleba veliká 1 peníz“. V roce 1484 bylo pražským pekařům nařízeno, „aby chleba režného byly čtyři húsce dobré a slušné za míšenský groš (hodnotu 1/2 groše pražského) dělány, popeněžniček osm za groš a žemlí dobře bělých šestnáct.“ Z perného pečiva známe ze slovníku z 15. století „perné húsce“. Slovník „Dictionarium latinobohemicum“ z roku 1560 Tomáše Rešela Hradeckého, znalce staročeské kuchyně, uvádí „Scriblita = pečená calta“. V roce 1561 vydal pardubický špitál u kostela sv. Jana Křtitele „za bílej chléb, to jest „húsce“ na Štědrý den koupené“ 13 grošů.
Humanistická čeština v 16. a na počátku 17. století používala stále spřežkového pravopisu, přičemž většina písemných památek se zachovala v latině. V barokní češtině se ve venkovském prostředí utvářela celá řada dialektů, zejména na území Moravy a Slezska. V 18. století, kdy se živým jazykem na pražské univerzitě (potažmo jazykem úředním) stala němčina, se na vánočním stole čím dál více objevovala univerbizací vzniklá „wánočka“. V roce 1788 Karel Ignác Thám ve svém slovníku (Karl Thams Deutsch-böhmisches National-lexikon) uvádí heslo: Striezel, m. wánočka, wánočnj hauska f. ein rechter, buchta. Také německý filolog Johann Christoph Adelung (Neues ausfuehrliches und vollstaendiges deutsch-boehmisches Nazionallexikon oder Woerterbuch) vyložil v roce 1799 wánočku jako wánoční hausku, buchtu s německým ekvivalentem „Striezel“,
O postupném vymírání „calty a húsky“ (czalta, huscze) z živého jazyka podává obraz Václav Hanka, který obě hesla zařadil v roce 1833 do latinsko-českého slovníku neznámých slov (Zbjrka neydáwněgšjch slownjků latinsko-c̊eských: s obsahem neznámých slow w abecednjm pořádku česko-latniským): Simula=huscze, Cuneus romieze neb klýn neb huscze, cimea=czalta. O dva roky později vysvětluje Josef Jakub Jungmann v česko-německém slovníku z roku 1835 heslo „husce“ jako hausku, bochen podlouhlý chleba nebo čehokoliv, ein Weck, Stolle. Karl Christoph Tauchnitz v kapesním slovníku česko-německém (Vollstaendiges Taschen-Woerterbuch der boehmischen und deutschen Sprache, 1847) postavil do jedné roviny hesla: Strietzel, calta, hauske, pletenec, wánočka, pomazanice.
Od poloviny 19. století se v obrozenecké češtině (r. 1849 dvojité „w“ nahrazeno jednoduchým „v“) poprvé objevuje zápis «vánočky» v současné podobě. Zároveň proběhly puristické snahy o očištění češtiny od skutečných či domnělých germanismů (např. František Cyril Kampelík). V 19. století se slovo vánočka používalo jako ekvivalent k německé „Stolle“. Josef F. Šumavský ve svém německo-českém slovníku z roku 1846 (Deutsch-böhmisches Wörterbuch) uvádí: Stolla = vánočka, vánoční houska nebo kleine Stolle (česky malá štola) = houska, große Stolle (česky velká štola) = calta, veliký pletenec, die Christstolle = vánočka, štědrovka, vánočnice. Což potvrzuje i „Příruční slovník jazyka Českého i Německého“ Dr. Jan Petra Jordána (Jan Pětr Jordan) z roku 1866. Také německá štóla představovala Ježíše zabaleného v plenkách.

### Období 20. a 21. století
V podstatě na celém zkoumaném území je dnes už běžný výraz vánočka. Ten se na větší části Moravy vyskytuje nedubletně. V Čechách je situace složitější; vedle slova vánočka se zde totiž pravidelně užívá ještě označení houska (na Kladsku husce). Ve větších celcích na okrajích Čech se výraz vánočka (spíš výjimečně výraz houska) střídá s dalšími tradičními pojmenováními, a to v již. Čechách a na Domažlicku s výrazem calta, v záp. polovině svč. nářečí se slovem štědrovnice (na již. okraji uvedené oblasti se slovotvornou variantou štědrovka). Výraz štědrovnice vytváří dále enklávu na Třebíčsku. Na Litomyšlsku je ještě malé kompaktní území výrazu pletenice. Další slovotvorné varianty od téhož základu se vyskytují sporadicky zvláště na Moravě. Ve Slezsku a na Moravě byl vedle označení vánočka u starší generace zapsán přejatý výraz štrucle (sev. část Slezska), štrycle (zejména sev. okraj vm. nářečí a širší Boskovicko) a trucle (Zábřežsko). Ve všech městech se užívá slova vánočka, případné jiné nář. ekvivalenty mají návaznost na své venkovské okolí.
Český jazykový atlas, 2012-2014

Adéla Procházková ve své práci (Některé staročeské názvy jídel přejaté z němčiny) uvádí, že výraz calta se v českém spisovném jazyce neužívá a zachován zůstal už jen některých nářečích. Příruční slovník jazyka českého uvádí archaické heslo calta s významem bochníček, pletené pečivo, skládanka, vánočka. Slovník slovenského jazyka uvádí caltu taktéž jako výraz zastaralý ve významu druh koláčů, vdolek, placka. Ve významu vánočka se vyskytuje v dialektech (Slovník spisovné češtiny pro školu a veřejnost heslo neuvádí). Slovník přejatých slov profesora Stefana Michaela Newerkly z Vídně (Sprachkontakte Deutsch – Tschechisch – Slowakisch) pracuje se zastaralým výrazem calta a možností výskytu v dialektech ve významu plochý koláč, zapletený koláč, vánočka. V hovorovém slovenském jazyce se dochovala calta v podobě Striezel ve významu vánočky, podlouhlého pecnu chleba, podlouhlé housky.
Ve 21. století se calta živě dochovala ve významu vánočky v jižních Čechách, na Domažlicku, dále na Vysočině v okolí Třeště a na Moravskobudějovicku. ve významu podlouhlého chleba, šišky v jihovýchodní části Plzeňska. Okrajově se v některých nářečích užívá i význam houska. V německém jazyce se calta již téměř nevyskytuje. Heslo Zelte(n), plochý koláč neuvádí Duden (Deutsches Universalwörterbuch) ani Siebenschein (Německo-český slovník). Etymologický slovník německého jazyka vysvětluje heslo Zelte(n), Lebzelten, pojmem Lebkuchen, přičemž Lebkuchen značí perník, marcipán, s rakouskou podobou Lebzelten, kdy výraz ve starých kuchařských knihách označoval chléb okořeněný kmínem a pepřem. Duden uvádí Lebkuchen ve významu koláč ve tvaru oválu, koláč pečený se sirupem nebo medem a s velkým množstvím koření.

## Vánočka jako dar a součást rituálů
Nejdůležitějším pramenem, který podává obraz Štědrého večera a Vánoc na konci středověku v Čechách a na Moravě, je latinský traktát „Largissimus vesper, seu Colledae historia“ (Štědrý večer čili dějiny koledy), jež sepsal roku 1426 břevnovský mnich Jan z Holešova (Largum sero seu Largissimus vesper, in quo de colleda et aliis consuetudinibus circa festum Nativitatis Domini in Bohemia et Moravia observari solitis agitur) a vydal roku 1761 v Olomouci francouzský premonstrát A. Theodor Fasseau. Jeden ze sedmera výčtů vybraných zvyklostí spočíval v tom, píše ve své disertační práci Kamil Havránek: „že lidé kladli na stůl či na ubrus velký bílý chléb i s nožem, a rodina z něj krájela sobě i chudým příchozím. Chléb symbolizoval narozeného Krista, položeného v jeslích, vedle něhož mudrcové pokládali přinesené dary.“ Jan z Holešova popisuje velký bílý chléb ve tvaru klínu nebo pletence. Velkým bílým chlebem měl pravděpodobně na mysli pečivo (chléb), které se ve staročeštině nazývalo „calta“, pletencem pak pletený bílý chléb podlouhlého tvaru (snad podobný naší vánočce).
Čtvrtý zvyk je ten, že v předvečer Narození Páně věřící požívají velkého bílého chleba, tj. velkých vánoček nebo koláčů, protože je předvečer onoho svátku, kdy se pro nás narodil a nám byl dán v Betlémě, tj. v „Domě chleba“, velký bílý chléb nebeský, totiž náš Pán Ježíš Kristus. Staří lidé pak z dobré víry a ze správného názoru kladli na stoly a ubrusy tyto velké bílé chleby hmotné a vedle nich nože a dovolovali o tomto svátku, aby všechna čeleď z nich krájela podle vůle sobě i chudým.
Pojednání o Štědrém večeru

Vánočky představují děťátko (rozinky očička v hlavičce, pruhy povijadlo a plénky) – to, co v Betlémě se narodilo – Ježíška malého, a uvádějí nám na paměť slova andělská, pastýřům řečená: „Nebojtež se, neb aj, zvěstuji vám radost velikou, kteráž bude všemu lidu; neboť narodil se vám dnes Spasitel, jenž jest Kristus Pán, v městě Davidově. A toť vám znamením: Naleznete nemluvňátko plenkami obvinuté a položené v jeslech.“
Blahověst, hlasy katolické, 1869

Původ vzájemného obdarování vysvětluje Jan z Holešova jako připomínku památky seslání „nebeského daru“ – Ježíše Krista. Ve svém traktátu popisuje vzájemné zasílání vánočních dárků prostřednictvím poslů v párových miskách. Koláče, calty, vánočky, húsce (pletenice), strucle se objevují také při ročních dávkách vrchnosti, prebendách klášterů nebo koledách. Obdarováni byli též panovníci, vrchnost, kněží a úředníci, například královská a věnná města zasílala vánočky podkomořímu, hofrychtáři, hejtmanu a panstvu v okolí, města poddanská své vrchnosti a jejich úředníkům, „a to jednak z povinné poslušnosti, jednak na důkaz své šetrnosti a pro zachování dobrého přátelství a sousedství“. Z „Dějepisu města Prahy“ se dovídáme, že v první polovině 14. stol. Abatyše kláštera sv. Jiří v Praze každoročně obdarovávala na Tři krále koledující kanovníky:„každý dostal po groši, muškátowém oříšku, hausce wánočce, kopě ořechů, 16 jablkách, 16 hruškách, dohromady dwě pinty wína a za šest haléřů piwa.“
Na jihozápadní Moravě zasílali radní ze Slavonic každoročně k Vánocům 5 vánoček (Weihnachtsstriezel): vrchnostenskému hejtmanovi, důchodnímu, písaři a purkrabímu.  Na panství Janovice obdarovávalo město Rýmařov „odpradávna“ na městské útraty vrchnostenské úředníky velkým kaprem, štikou a velkou štryclí (Striezel), podle svého postavení obdrželi odpovídající dárek, kapra a štrycli také místní duchovní, čtyři starostové, soudce, písař, každý z osmi radních, všichni školní a církevní úředníci, dokonce i dva noční strážci a hrobař, zpěváci, varhaník a muzikanti na kůru po 15 zlatých a nějaké tolary na zapití. Pro kapry se jezdilo až do Opavy (nebyly dražší než 4 zlatý), městský mlynář musel poslat pekařům jemnou pšeničnou mouku, kteří z ní pak napekli malé a velké štrycle.
Obec královéhradecká podělovala húsci čili houskami (vánočkami) na vánoční svátky a k novému roku všechny své vyšší a nižší úředníky: rychtáře, primasa, konšely, písaře radní, úředníky důchodů městských a statků pozemských; taktéž arciděkana u sv. Ducha a faráře u sv. Anny a sv. Antonína, školní správce, žáky a špitály, všechny nižší služebníky „od servusa radního až k ponorným“, tedy až k samému katovi a pohodnému. Po zvláštním poslu do Prahy se zasílalo „po třech, dvou neb jedné housce vánoční“: panu podkomořímu, purkrabímu kraje hradeckého, hofrychtáři, pánům berníkům zemským, administrátorovi konzistoře dolejší, rektoru učení Karlova a jiným přátelům a patronům. Dále pak krajským hejtmanům a jiným vzácným pánům a rychtářům v sousedství: např. panu Trčkovi na Opočno, panu Oprsdorfovi na Častolovice, na okolní Pardubické a Chlumecké panství také úředníkům (hejtmanovi, forstmistrovi, purkrabímu a písaři důchodnímu).
Takovýchto housek vánočních pekávalo se každoročně po několika — pěti až desíti — korcích nejpěknější pšenice; čemuž se ovšem nebudeme diviti, uvážíme-li, jak hojný počet osob jimi pokaždé býval podělován, a že některým (kupř. p. primasovi a pánům radním) třikráte tj. k štědrému večeru, k novému roku a ke třem králům takovéto housky se posílaly. Tak bylo kupř. roku 1605 zaplaceno Jakubovi Kafkovi pekaři „od na pečení húscí po 10 korcích k štědrému večeru“ jedna kopa gr. m. a tovaryšům jeho dáno na zpropití 13 gr. m.
Světozor, 6.10.1871

Zvláště okázale začínal Štědrý den na královském Starém městě pražském v roce 1612, jenž ve svém fejetonu „Štědrý večer v radnici staroměstské“ zaznamenal Zikmund Winter. Už od rána se na Staroměstské radnici sbíhali „pacholíci, tovaryši i páni mistři poctivého řemesla pekařského“, kteří přinášeli či vezli v koších, na nosítkách, na kolečkách i na prknech štědrovečerní „húsce“, od těch nejmenších až po ty opravdu velikánské. Vánočky pak vynášeli z radničního mázhausu do postranní síně „úřadu šestipanského“ k obecnímu hospodáři. Toho roku se tam sešlo na 362 „húscí“, které ležely na stolech, policích i na bílých ubrusech po zemi. Radní konšelé zboží přijímali, prohlédli a smluvili s pekaři cenu. Po dlouhém jednání, jež trvalo až do sedmnácté hodiny, se konečně přikročilo k rozdílení vánoček. Královským Starým městem pražským měly být obdarovány osoby podle seznamu z předešlého roku, z kterého bylo patrno, že se jedná o osoby, od pražského arcibiskupa a nejvyšších zemských úředníků až po tu „zadní sběř, bez kteréž město býti nemůže“.
Mezi tím již se scházeli dole na mazhause služebníci, děvečky i „aucknechti“ vyšších městských úředníků, aby odnesli pánovu vánočku. Čekali tam netrpělivě osobně i nižší městští zřízenci, mezi něž se pletla i ta „zadní sběř“ města: stráže, hlásní, obecní šenkýři, ponocní, tržní, hrobníci, přívozníci, cihláři, věžní pozaunéři atd. Bylo věru těžko udržeti mezi všemi pořádek, zvláště když se odvážil do shromáždění vstoupiti i kat, „osoba nepoctivá, která mezi poctivými býti nemůže“. Byl také vyhozen po stupních před radnici. Nastal opět klid. Zatím se odebral již jeden z radních pánů (oděn v teplou liščí šubu a kožišinou lemovaný biret) se služebníky, nesoucími na nosítkách šest ohromných vánoček na hrad, aby je odevzdal s příslušným pěkným přáním arcibiskupovi, nejvyššímu hofmistrovi, kancléři, hejtmanu pražského hradu a purkrabímu. Šestá „húsce“, určená presidentu České komory, vyškrtnuta (byl jím tehdy neblahý Slavata). Z dalších vánoček připadlo 18 pánům konšelům, jedna císařskému rychtáři a 24 pánům obecním starším, mezi nimi byl toho roku i bohatý Jan Platejs, majitel dnešního domu Platýzu.

Potom došlo na ostatní měšťany, volené pro ten rok na různé úřady; po vánočce obdrželi též úředníci šestipanští, výbor pražských nákladníků (sládků), aby vařili dobré pivo, šenkýři (8 vánoček, aby nekřtili Vltavou pivo) atd. Třináct vánoček dáno písařům, načež zavolán pedel pražské university, aby odvedl pánům mistrům kolleje i rektoru vysokých škol písemné pěkné přání k narození Krista Pána a několik vánoček. „Húsce“ pomohli pedelovi odnésti žáci kolleje. Po nich vstupovali do šestipanské síně zvoníci hlavních pražských chrámů, aby odnesli svým farářům „húsce“ štědrovečerní. Spolu s nimi odbyty i školy. Když pak byly rozdány panské „húsce“, přišli na řadu městští služebníci a čeleď (aktivní i vysloužilá.) v počtu 107. Zakončení rozdávání tvořila ona „zadní sbéř“, bez kteréž býti město nemůže, v počtu 26 osob. Byli to patrně asi lidé, kteří s obcí byli ve svazku netuhém (uvádějí se kovář za poříčskou branou, papírník, provazník, skalníci, zvoníci, několik nádeníků z cihelny atd.). Po nich přistoupili — když se byla síně již zúplna vyprázdnila — ještě „lidé bezectní“: hlídač nejhrubších vězňů, šest pacholků právních, ras se svými pomocníky a nejposléze zavolán kat čili mistr popravní, aby přijal pro sebe a pro svých devět pacholků deset štědrovečerních „húsek“. A jim skončeno celé rozdělování.
Národní listy, 21.12.1933

Rytíř Jan Jeník z Bratřic ve svých pamětech zachytil tradici obdarovávání zákazníků a pompézní průvod s vánočkou na Hradčany nejvyššímu purkrabímu (v roce 1925 použil ve svém fejetonu „Dar Štědrého večera“ Čeněk Zíbrt), v období josefinismu. Císařské nařízení Josefa II., vyhlášené v Čechách místodržitelstvím 7. října 1787, zakazovalo pekařům rozdávat o třech svátcích (o Vánocích, Velikonocích a o sv. Václavu) „pekařské dárky“ jako štrycle a koláče (Bäcker-Geschenke, „sogenannten Stritzeln und Kollatschengeschenke“) těm privátním osobám, které od nich po celý rok chleba a jiné pečivo odebírali. A to z toho důvodu, že se pekařští mistři svými dárky předháněli a zákazníky si tím přetahovali.
„Každej familiji neb rodině, kteráž celý rok od jednoho řezníka maso, od pekaře chléb a žemličky, od nákladníka neb krčmáře pivo brávala, přinesl jí k těmto svátkům, na znamení vděčnosti takovýhle dárek: řezník obzvláště dobré a chutné klobásy, pekař poslal velmi pěknou a velikou housku, tak nazvanou vánočku, nákladník několik mázů piva. I tož se veřejně spatřilo, kterak cech neb pořádek pekařský ten starožitný obyčej zachovával, na znamení své vysoko vážnosti nejvyššímu purkrabímu taky svůj dárek v poníženosti jemu obětovali. Kterémužto cíli z celého cechu neb pořádku vybralo se šest mladých, pěkně zrostlých a čistě ošacených tovaryšův, kteří na dlouhým, pěkně ohoblovaným prkně několik loket dlouhou, překrásnou vánočku, tři s každé strany prkna, přes most pražský až k bytu Jeho Excellenci parádně na svých ramenách nesli a tu jí v nejhlubší poníženosti obětovali. Což se to, vyrozumívá se, hlučnou, dobře obsazenou hudbou za každý stávalo, a na tisíce z obyvatelův pražských neopominuli tyto hezký, tak pěkně zrostlý a čistě vyšňořený tovaryše až k samému domu téhož nejvyššího purkrabího vyprovázeti.“
Národní listy, 20.12.1925
V roce 1794 vydal Josef II. obdobné nařízení pro lékárníky a v prosinci 1795 zákaz rozšířil (platnost od 1. ledna 1796) nejen na pekaře, mlynáře, řezníky, kupce a hostinské, ale na všechny policejní cechy a prodavače potravin, zároveň zákaz dárků vztáhl na Nový rok a všechny ostatní svátky, taktéž připomenul, že není dovoleno c. k. státním úředníkům, policii a úředníkům na městských magistrátech přijímat jakékoliv dárky („bei dieser Gelegenheit wird wiederholt bekannt gemacht, daß es keinem k. k. Staatsbeamten, keiner bei der Polizei angestellten Person, auch keinem städtischen Magistratsbeamten erlaubt sei, Geschenke anzunehmen“). Hodnost a úřad nejvyššího purkrabí byly v důsledku c. k. správních reforem zrušeny. Tím také postupně upadly v zapomnění i staropražské průvody s vánočkou pro pana purkrabího.

### Rakousko-Uhersko
Za Rakouska-Uherska nechyběla vánočka při žádném vánočním daru pro „chudobné a potřebné“. Například o Vánocích v roce 1871 obdržely děti v opatrovně na Hradčanech během slavnosti vánočního stromku «šatstvo a obuv, jichž skoro vesměs zapotřebí měly; mimo to ale bylo každé dítě obdarováno i vánočkou, jablky a ořechy»; v roce 1873 během slavnosti vánočního stromku v malostranské opatrovně, jež se zúčastnil arcibiskup Bedřich Schwarzenberg, obdrželo 200 dětí «šatstvo, hračky, pamlsky a vánočku». Paní hraběnka Černínová z Chudenic založila fond pro chudobné děti a o Vánocích vždy šesti nejchudším dětem věnovala «úplný oblek, bohatě okrášlený vánoční stromek, vánočky, chléb, ořechy a jiné dary». Také Spolek sv. Vincence z Pauly na Žižkově, za předsednictví hraběte Karla Ervina Nostice, poděloval chudé o Vánocích vánočkami.
Štědrý večer v 19. století přinášel posvátný klid, od rána držený přísný půst a dodržování lidových obyčejů, při nichž se věnovala pozornost obzvláště pečení štědrovek (vánoček). Kdyby se některá vánočka spálila nebo jen trochu osmahla, věřilo se, že v nastávajícím roce by někdo z rodiny onemocněl. Na nůž se uvazoval kousek vánočky a chleba, načež se zabodl do rámu u svátého obrazu nebo do stolu, na němž stály jesličky, a tam se ponechal až přes koledu. Zrezavěl-li nůž u chleba, znamenalo to neúrodu žita, zrezavěl-li u vánočky, byla to známka neúrody pšenice.
Jinde opět jest zvykem, že hospodyně, když těsto k vánočce zadělala, ven do zahrady jde, a zde od stromu ke stromu chodíc jeden po druhém rukama obejímá a maličko těstem natírá, aby tím způsobem jemu úrodnosti udělila...Podobným způsobem, jako vánoční stromek úrodnosť stromů v nastávajícím roce znázorniti má, zračí se ve vánočce, která na žádném stole o vánocích chyběti nesmí, — očekávaná úroda osení polního. Později spojena jest důmněnka o úrodnosti stromů zahradních s pověrou o získání plodnosti roli v pojem jeden, tak že nyní vánočka nejen úrodnosť rolí, nýbrž i zahrad zjednati má. Taktéž vkládá na mnohých místech hospodyně, zadělavši těsto, do jednotlivých vánoček po jednom penízi, kterýž pak u vnitřku pečiva skryt zůstane, ten kdo onu část vánočky obdrží, v které peníz skryt jest, bude míti v tom roce peněz dosti...Aby děvčata se vdala, házejí na mnohých místech kousky vánoček neb pokrmů jiných — ponejvíce ale lískové oříšky do studánek a potůčků.
V. Flodermann, Pověry vánoční v Čechách, 1875
Na štědrý večer a po celé svátky sbírají velmi šetrné všechny drobty, jak z chleba, tak i „z jiných pečených požitkův žitných, pletence totižto a koláčů“, drobty ty pak „jak nějakou svátost“ uchovávají a vánoční večeří jmenují a jich proti nemoci „s velikou pobožností“ užívají. Také ty drobky tam, kde voda břehy dere, do země zakopávají a tím tu vodu od břehu odhánějí.

К tomuto večeru opatřují se hospodáři novým křivákem, kterýž na „okladince“ (střence) musí míti jisté znamení. Tím křivákem ukrojí o štědrém večeru drobek z žitného „pletence“ (štrycle) a drobek z novopečeného chleba režného, obloží jimi okladinku, žitným s jedné, režným s druhé strany, zaváží nitkou neb vláknem a tak povázaný křivák nechávají ležeti až „do dně nového leta“. Pak odváží a pozorují nůž. Na které straně „ozrzavěl“, toho obilí budoucí rok bude nedostatek.
Časopis Moravského musea zemského, 1910
»Na svátý Ščepán každý sobě pán« ve Slezsku ukazuje, že chasa má svobodu. Téhož dne chasa mužská »vandruje« (mění službu) a obyčejně bývá mnohý »nastřapaný až hrůza«. Pacholkům se upeče »strucle na vandrovnicu« nebo »pleco«; i peníze (1 zl.) dostávají místo pečivá.
Čeněk Zíbrt, Venkov 1913
V roce 1877 informoval Emanuel Meliš, sekretář Průmyslové jednoty v Praze, na spolkové schůzi „o četných až dosud učiněných pokrocích v oboru připravování potravin a nejnovějším vynálezu“ firmy „Dr. L. Naumann“ z Plavna u Drážďan, která mimo mnoha dalších koření a extraktů vyráběla pro pekaře a cukráře koření „do vánoček, mazanců, koláčů a dortů vůbec“. Pekařský a cukrářský obchod J. A. Kaisera (založen roku 1829) v Kaprové ulici v Praze, který v roce 1881 vedla jeho ovdovělá žena s 12 pražskými filiálkami, nabízel pečení vánoček na objednávku za 10, 20, 30, 40, 50, 60, 70, 80 krejcarů, 1 zlatý, 1,20 zlatý a 1,50 zl.

### 1. světová válka
V dubnu 1915 byl zaveden přídělový systém. Zákaz živnostenské výroby vánoček byl vysloven v § 11., odstavec 2. místodržitelského nařízení ze dne 24. listopadu 1915, č. 67 z. z., které bylo zasláno všem politickým okresním úřadům a které prohlašovalo za nepřípustné pečení vánoček z materiálu, daného pekařům stranami, tedy z pečivového těsta již připraveného nebo z doneseného materiálu třetí osoby. K úplnému zákazu výroby vánoček, bochánků, koláčů a bábovek došlo místodržitelským nařízením ze dne 10. ledna 1916, č. 7420 K, č. 13 z. z., zákaz platil i pro výrobu tohoto pečiva z náhražek, používaných cukrářskými závody či výrobu v kavárnách, hostincích, jídelnách a pod. Místodržitelství také upozorňovalo, že nevyhoví ani žádostem o povolení výjimek, i když třeba půjde pro „dobře míněné dobročinné podniky“.
Živnostenská výroba cukrářského zboží všeho druhu, na př. koláčů, buchet, bábovek, závinů, bochánků, vánoček, jež obsahuje pšeničnou neb žitnou mouku, upravena nově ministerským nařízením ze dne 11. srpna 1915 v ten smysl, že pšeničné neb žitné mouky smí se vzíti nejvýš do З0% celkové váhy těsta, tedy váhy mouky a všech příměsků, jako mléka, tuku, vajec, cukru atd. Výroba zůstává omezena na dva dny v týdnu. Magistrát král. hl. města Prahy ustanovil na základě § 143. pražského obecního řádu a tímto vyhlašuje za ony dny opět středu a sobotu. Připadne-li na tyto dny svátek, jest výroba dovolena v den předcházející za předpokladu, že o den sváteční nebude pracováno. Nešetření tohoto předpisu trestá se dle § 13. uvedeného nařízení pokutou až do 5000 К neb vězením až do šesti měsíců, a za předpokladu § 133b. odst. 1. lit. a) ř. ž. ztrátou živnostenského oprávnění. Vyhláška ze dne 23. dubna 1915 se zrušuje.
Týdeník Čech, 12.09.1915

### Československá republika a meziválečné období
Potravinové lístky zůstaly v oběhu až do léta 1921. Už toho roku bylo možno před vánocemi objednat ve všech filiálkách Odkolkova parního mlýna a továrny na chléb ve Vysočanech každou středu a sobotu „jemné vánočky“, následující rok každý den až do 20. prosince vánočky za 6,– 12,– a 18,– korun.
Vyzkoušená vánočka. ¾ kg mouky, 8 dkg másla, 12 dkg cukru, trochu soli a citrónové kůry, 2—3 žloutky a 3 dkg kvasnic zadělají se vlažným mlékem. Těsto musí býti velmi tuhé a tak vypracované, až se leskne a dělají se na něm puchýře. Pak se nechá asi 2 hodiny kynout. Pozná se, že je dost, zamáčkne-li se prstem do něho důlek a on se hned vyrovná. Pak se na vále znovu prohněte, při čemž se do něho přidá 10 dkg sultánek, dobře přebraných, vypraných a osušených, a 5 dkg loupaných, drobně sekaných mandlí. Těsto se pak rozdělí na devět nebo čtrnáct dílů, podle toho, chceme-li míti na vánočce tři nebo čtyři poschodí, vánočka se uplete, dá na plech, pokrytý dobře namaštěným papírem, nechá ještě asi ¾ hodiny kynout, pak se namaže rozšlehaným vejcem, posype hrubě sekanými mandlemi a upeče v dobře vyhřáté troubě.

Upečení vánočky v troubě je dosti velikým uměním a nelze na ně dáti návodu, poněvadž každá kamna pekou jinak a musejí se vyzkoušeti. Všeobecně lze jen říci, že trouba musí býti dobře vyhřátá dříve, než se vánočka do ní dá, tak, aby se začala hned péci. Kdyby se dala do nedostatečně vyhřáté trouby, kynula by a rozběhla by se. Nejprve se postaví přímo do trouby, asi po čtvrt hodině se obrátí a dá na třínožku. Celkem se musí péci asi 70 minut, až i 1½ hodiny. Větší vánočka, než ze ¾ kg mouky, nedá se dobře v troubě upéci. Buď zůstane uvnitř syrová, nebo se povrchu připálí. Bedlivá pozornost musí se věnovati také kynutí. Při těstě na tom nezáleží, kyne-li o chvilku déle, než je třeba, ale hotová vánočka nesmí překynouti, nebo je z ní placka. Která hospodyňka ostatně nemá času, hráti si s pletením vánočky, aneb toho nedovede (nechť se za to nestydí — vždyť umí celou řadu jiných věcí!), nemusí zrovna lpěti na vánoční tradici a může z téhož těsta udělati bochánek, který chutná stejně a dá mnohem méně práce.
Časopis Salon 1925
Moderní doba první poloviny 20. století přinesla nejen velkovýrobu vánoček, ale také nové recepty za použití kypřícího prášku, pudinkového prášku, vanilkového cukru „Dr. A. Oetker“ a umělých živočišných a rostlinných tuků (mléčný živočišný margarin „Sana“, rostlinný margarin „Axa“, pokrmový tuk „Polarin“, umělé sádlo „Rega“, mléčný margarin „Visan“, delikatesní margarin „Vitello“), které vládní nařízení ze dne 20. dubna 1934 zakázalo v pekařských živnostech při výrobě vánoček, mazanců, koblih a bábovek, dále při výrobě koláčů (vyjma listového těsta) používat. S nástupem 40. let 20. století se začaly objevovat stížnosti na vymírání tradic, obzvláště ve městech se vánočky objevovaly na stole i mimo období Vánoc. Německá učebnice vlastivědy pro reformované školy tzv. «Arbeitsschule» (Heimatkunde und Volkskunde Bildende Kunst und Musik in Verbindung mit dem Deutschunterricht) uváděla vánočku s popisem: „Vánočka; pletená, dříve Hollenzopf, dnes předávána se slovy: daruji ti svatého Krista, zobrazeného jako jezulátko zavinuté do plenek (fasciae).“

### 2. světová válka
Také za 2. sv. války se potravinová omezení a nákup potravin na přídělové lístky dotkly výroby vánoček. Již na konci roku 1939 se v časopisech začaly objevovat recepty na „chutnou vánočku bez vajec“ za použití amonia (cukrářského droždí), „vánočku z brambor“ či později na „chutnou a dobře upečenou vánočku“ s umělým medem a vaječnou náhražkou. Na základě vyhlášky předsedy vlády ze dne 1. února 1940, č. 51 Sb., o úpravě výroby a odběru pečiva, byl odběr potravin na lístky rozšířen i na jemné bílé pečivo: 1. obyčejné bílé pečivo (rohlíky, housky, hvězdičky, žemle); 2. vánočky a mazance, plněné buchty a záviny z kynutého těsta, plněné rohlíky, koláče a pečivo. Zároveň byla zakázána živnostenská výroba tohoto pečiva. Před Vánocemi v roce 1942 pořádala Národní odborová ústředna zaměstnanecká (NOÚZ) obrovskou nadílkovou akci pro děti dělníků a soukromých zaměstnanců v Praze ve velkém sále Lucerny a zároveň na 67 místech Protektorátu Čechy a Morava. O přestávce byly děti pohoštěny šálkem čaje s mlékem a kusem vánočky.
Vánočka bez tuku; 40 dkg vařených, jemně strouhaných brambor, 1 kg hladké mouky, 20 dkg cukru, 1 — 2 vejce, 5 dkg kvasnic, ⅛ L mléka. Mouka smíchá se s brambory, přidá se cukr, trochu sole, vejce a kvasnice vzešlé v mléce. Mléka se nesmí dát mnoho. Vypracuje se tuhé těsto jako obvykle na vánočku, nechá vykynouti a pak z kynutého udělají se vánočky a zkynuté upekou. Vánočky mohou se však udělati - z nevykynutého těsta ihned a pak teprve nechati zkynouti a upéci.
Venkov, 25.10.1942
Na přání některých našich čtenářek, které sice tento způsob s úspěchem vyzkoušely, ale zapomněly a předpis neschovaly, opakujeme jej dnes ještě jednou: Na 45 dkg hladké mouky, počítejte 5 dkg mouky hrubé, 20 dkg jemně strouhaných studených bramborů, 10 až 15 dkg cukru, 5 dkg umělého tuku, špetka soli, 3 dkg kvasnic, trochu mléka na kvásek a trochu vaječné náhražky nebo barvicího prášku. Vejce žádné.
Venkov, 18.04.1943
Nedostatek potřebných přísad na pečení se nakonec dotkl i droždí, takže v roce 1944 si měly hospodyňky do svého zápisníčku poznamenat, že místo kvasnic stačí přidat pár kapek čistého lihu a dostaví se překvapující účinek – „takovým způsobem zadělané těsto dobře vykyne a hodí se i na vánočky“. Německo-český slovník (Deutsch-tschechisches Handwörterbuch) z roku 1944 uváděl pod hesly „Striezel“: 1. pletenec m., vánočka f.; 2. podlouhlý pecen chleba, podlouhlá houska, šiška, veka f.; „Stolle“: 1. houska f., 2. nepletená vánočka f.

### Poválečné období a socialismus
Vzhledem k tomu, že příděl potravin přetrvával až do června 1953, přišly v prvních poválečných letech na řadu opět válečné recepty. Pečení vánočky v roce 1945 ulehčil potravinový lístek s označením „zvláštní příděl k Vánocům“, který činil pro osobu nad 20 let 1 500 g bílého pečiva nebo 1 125 g pšeničné mouky hrubé, 150 g poživatin, 100 g marmelády nebo 75 g cukru a 250 g cukru. V roce 1946 bylo sice vázané zásobování moukou, cukrem, mlékem i vejci plynulé, ale poslední dva týdny 21. přídělového období (do něhož Vánoce spadaly), nastala vážná situace v zásobování máslem a čekalo se na jeho zásilku z ciziny. Toho roku byly nedostatkové také rozinky a mandle. V tomto ohledu se situace nezlepšila až do konce totalitní vlády KSČ.
Běžným jevem československého socialistického hospodářství byl nedostatek různých komodit, proto také před každými Vánocemi Rudé právo ujišťovalo, že „vánočního zboží bude dost“. Výrobu vánoček (a dalšího vánočního pečiva) sice už neohrožoval nedostatek mouky, másla, cukru, mléka, vajec a droždí, ale zahraniční zboží za devizy, jichž měl socialistický stát nedostatek. I když se podařilo „mandle z Kalifornie, rozinky z Řecka, Turecka, Íránu, lískové oříšky ze Španělska“, atd. zajistit, bylo otázkou, zda tuny zboží, které dorazily před Vánocemi, stihnou státní balírny včas připravit pro maloobchod.
Museli jsme soustředit síly na balení suchých plodů, aby se i ty poslední tuny rozinek, mandlí, lískových jader, kokosové strouhanky dostaly včas do obchodu...Nehleděli na to, zda kalendář ukazuje sobotu nebo neděli, museli shánět desítky brigádníků, i vojáci pomohli vykládat vagóny. Práce nad hlavu tu měli — nejen proto, že těchto suchých plodů je letos více, ale především proto, že se jejich dovoz značně opozdil. To je oříšků, rozinek! A těch pytlů lískových jader čekajících ještě na vážení! Balírnou prochází zboží z nejrůznějších zemí, jak o tom hovoří nápisy na pytlích. Mandle z Kalifornie, rozinky z Řecka, Turecka, Íránu, lískové oříšky ze Španělska.
Rudé právo, 20.12.1971, s. 1: Poslední tuny
Od 1. října 1983 Federální cenový úřad zvýšil ceny arašídů, mandlí, lískových ořechů a jader, vlašských jader, strouhaného kokosu, kešu a para ořechů. Vánočka v době socialistického Československa pozbyla vánočního kouzla a stala se celkem běžným pečivem, které se prodávalo v podstatě po celý rok.
Bratislava: Do konce prodejní doby zbývalo ještě šedesát minut. Přesto v samoobsluze na sídlišti Dolné Hony z pekárenských výrobků měli jen několik bochníků chleba a nevelké množství obyčejných rohlíků. Koláče, vánočky, bábovky a podobné zboží chyběly. Také oddělení lahůdek a uzenin mělo až na sýry již velice skromnou nabídku, o to větší však byla v alkoholických nápojích, kde by sortiment rozhodně stačil poloviční.
Rudé právo, 25.3.1983

### Další symbolika
Za první republiky Antonín Šorm ve věstníku české mládeže pro vzdělání, zábavu a poučení „Dorost“ uvedl, že pravým vzorem »vánoček« i jiného vánočního pečiva byla arabská číslice 8, jež má podobu do sebe svinutého hada požírající svůj ocas, takže tedy nemá počátku ani konce. Vodorovně položená osmička pak představuje znamení nekonečnosti a tedy podle její podoby se asi o některých svátcích peklo pečivo, jež mělo připomínat věčnost a tím i utvrzovat ve víře Kristově.
V roce 2010 uveřejnil spisovatel Petr Hora Hořejš v internetové verzi časopisu pro seniory „Vital“ fiktivní rozhovor s Magdalenou Dobromilou Rettigovou, kde jí vložil do úst:
Nejdůležitější však je správné upletení vánočky. Musí mít tvar klasu, symbolu úrody, a být z devíti přesně vyválených pruhů. Čtyři spodní znamenají živly: oheň, vodu, zemi a vzduch. Tři prostřední představují hlavní duchovní vlastnosti člověka: rozum, vůli a cit. Dva pletence nahoře jsou výrazem lidské lásky a štěstí. Tak mě to vyložila maminka.
Vital, Petr Hora Hořejš, 23. 12. 2010

### Zajímavosti
Časopis „Mittheilungen des Nordböhmischen Excursions-Clubs“ v roce 1893 uveřejnil, že pekař Constantin Wenzel z Krásné Lípy upekl v roce 1867 obrovskou vánočku (německy „Riesenstriezel“), na kterou spotřeboval: 4 centy mouky, 10 liber droždí, 75 liber rozinek, 70 liber másla, 70 liber cukru, 5 kop vajec a k tomu potřebné koření. Byla dlouhá 8¾ lokte a vážila 8 centů 25 liber. Po dobu osmi dní vánočku vystavoval a po kouscích prodával v hostinci „Zur Stadt Prag“. Na výrobě se podíleli: Gustav Richter, mistr pekařský, Anton Münzel, mistr kovářský (úprava pece) a Anton Wenzel, zednický polír (úprava pece) z Krásné Lípy.
Na Jubilejní výstavě Obchodní a živnostenské komory 1908 v Praze obdržel miliontý návštěvník 40letý dělník p. Václav Šťastný z Podolí mimo mnoha jiných dárků i 1 m dlouhou vánočku z výstavních Pekařských dílen.
Prvorepublikový vánoční „Strom republiky“ v Praze zdobily obrovské dřevěné vánočky. Velké vánočky i mimo vánoční období obdrželi v roce 1933 skauti. Třímetrovou vánočku na 4. světové skautské jamboree v Jedlové (Gödöllő) v Maďarsku v létě 1933 přivezl závodník Bohumil Turek z Prahy. Jičínským Vlčatům do tábora pod Semínem v českém ráji přivezl MUDr. A. Kraus z Rovenska vánočku 2 m dlouhou, té pak jejich vůdce požehnal, aby jí neubývalo.
Z období ČSSR je známá fotografie Viléma Kroppa chlapce nesoucího velkou vánočku na Václavském náměstí v Praze.
Kolektiv pekařů pekárny Penam v Českých Budějovicích upekl v prosinci 2013 vánočku dlouhou 8 metrů dlouhou, širokou 28 centimetrů, o váze 61 kg. Byla upletena z devíti pramenů o délce zhruba dvacet metrů. Pekaři a pekařky ji pletli 35 minut. Veřejnost ji mohla spatřit na Staroměstském náměstí v Praze.

## Receptura
Tato oblíbená pochoutka se může připravovat různými způsoby. Nejrozšířenějšími ingrediencemi jsou však hlavně hladká mouka, máslo, krystalový cukr, mléko, čerstvé droždí, žloutky, vanilkový cukr, vejce, rozinky a mandlové lupínky na posypání. Základním prvkem přípravy vánočky je kvásek.

## Vánočka jako běžné pečivo
Tradice pečení vánoček je živá i ve 21. století. Vánočky se pečou v pekárnách i v domácnostech (není všeobecným pravidlem), ale jejich prodej během celého roku jim tak ubírá na výlučnosti vánočního pečiva. Vánočka vyráběná podomácku, často podle starých a zděděných receptů, je mnohem více oceňována. Zatímco ještě před druhou světovou válkou byla součástí štědrovečerní večeře, stala se postupně běžným pečivem, konzumovaným převážně k snídani.

### Průmyslová výroba
Průmyslově vyráběná vánočka se označuje jako jemné pečivo. Základním typem pšeničné mouky pro pekárenskou výrobu v ČR je hladká mouka T 530. Za pekárenské droždí jsou považovány kvasinky rodu Saccharomyces cerevisiae Hansen, rasy drožďárenské. Pod pojmem cukr se v pekařských recepturách rozumí krystalická sacharosa, známá jako řepný cukr. Vejce jsou z hlediska rizika kontaminace salmonelou nebezpečnou surovinou, proto se používá sušených nebo zmražených vajec a vaječných složek (melanže).
Dělení, tvarování a plnění těsta se již neprovádí ručně, ve většině provozovnách je tento výrobní úsek vybaven mechanizovanými tvarovacími linkami. Strojová vánočka se vyrábí na lince a vzhledově připomíná skládanou vánočku – má širší základnu a užší horní část. Jedná se o nepřetržitý pás těsta (tzv. lemu), tato lema je sekána tzv. gilotinou (součást linky) na těstové kusy vánoček o požadované hmotnosti. Mašluje (potírá) se rozšlehaným vejcem nebo náhražkou Novoleskem (bílkovinný koncentrát).
Vyrábí se i vánočky dietní tzv. Dia. Vánočky se rozdělují také podle použitého tuku do těsta (tukové nebo máslové). Těsto na máslovou vánočku je „těžší“ a je proto třeba použít při pečení více droždí. Taková vánočka je obvykle nižší, má hutnější střídku a je méně nadýchaná než vánočka tuková, chuťově je však výrazně lepší. Kombinací másla a margarínu můžeme dosáhnout rozumného kompromisu v nadýchanosti a chuti.